# Hirtitermes
Hirtitermes es un género de termitas  perteneciente a la familia Termitidae que tiene las siguientes especies:

## Especies
1. Hirtitermes brabazoni
2. Hirtitermes hirtiventris
3. Hirtitermes sinabangensis
4. Hirtitermes spinocephalus